# 安藤国威
安藤 国威（あんどう くにたけ、1942年1月1日 - ）は、日本の実業家。長野県立大学理事長。ソニー・プルデンシャル生命保険（現：ソニー生命保険）代表取締役常務、ソニー代表取締役副社長、ソニー・エンジニアリング・アンド・マニュファクチャリング・オブ・アメリカ最高執行責任者、ソニー取締役、ソニー株式会社社長、ソニー生命保険代表取締役会長を歴任。

## 概要
1942年、東京都出身。実家は安藤証券商業者一族。東京大学経済学部を経て、1969年（昭和44年）にソニー株式会社入社。前代表取締役社長出井伸之の会長就任後、継いで社長に就任。出井時代の2003年のソニーショックによる著しい業績の悪化を受け、2005年6月に出井会長とともに引責辞任。その後、ソニー顧問、ソニー生命保険代表取締役会長を歴任した。

## 略歴
- 1942年：愛知県生まれ
- 1969年：東京大学経済学部卒業
- 1969年4月：ソニー入社[1]
- 1979年8月：ソニー・プルデンシャル生命保険（現ソニー生命保険）代表取締役常務[1]
- 1985年7月：同代表取締役副社長[1]
- 1991年4月：ソニー・エンジニアリング・アンド・マニュファクチャリング・オブ・アメリカ社長兼最高執行責任者
- 1994年6月：ソニー取締役[1]
- 1997年6月：取締役退任、執行役員常務
- 2000年：ソニー代表取締役社長兼COO[1]
- 2005年：ソニーフィナンシャルホールディングス代表取締役会長[1]、ソニー生命保険会長[1]
- 2012年9月：ビットアイル社外取締役
- 2014年7月：公立大学法人長野県立大学理事長予定者[2][3]
- 2015年12月：アドベント株式会社代表取締役
- 2018年4月：公立大学法人長野県立大学理事長[4]